# Santiago Tupper
Santiago Tupper Jaramillo (Santiago, 13 de agosto de 1984) es un actor chileno. Es mayormente conocido por interpretar al enigmático Hans Troncoso en la teleserie nocturna Vuelve temprano de TVN.

## Primeros años
Santiago Tupper nació en Santiago, es el único hijo del primer matrimonio de sus padres, Pablo Tupper Altamirano y Paula Jaramillo Pischedda. Santiago es sobrino segundo grado del fallecido futbolista chileno Raimundo Tupper.
Ingresó a la Escuela de Teatro La Mancha, en donde se formó como actor profesional.

## Carrera
Inició su carrera como modelo de publicidad para diversos comerciales de televisión. Debutó en el género de la ficción con un pequeño papel en la miniserie Porky te amo de Mega y tuvo breves participaciones en producciones como Urgencia, El cuento del tío y Mujer rompe el silencio. 
En 2006 logra un rol secundario en la telenovela Floribella de TVN. Paralelamente, se une al naciente Canal 54 (actual Liv TV), conduciendo dos programas culturales. Dos años después consiguió un rol en Viuda Alegre, dirigida por Vicente Sabatini, y en la que compartió elenco con la actriz Verónica Soffia.
En 2010 es contratado por Chilevisión para participar en la telenovela del bicentenario Manuel Rodríguez bajo la dirección de Vicente Sabatini. Al año siguiente, interpretó a un detective en Infiltradas.
Tupper fue elegido para interpretar el papel de Hans Troncoso en la telenovela policial Vuelve temprano (2014). Su papel antagónico fue recibido con críticas positivas y logra consagrar su carrera como actor.
En 2015, interpretó a Jorge Narbona, un narcotraficante de cocaína en Dueños del paraíso, serie internacional de TVN y Telemundo.

## Televisión
| Año  | Título           | Papel                 | Notas        |
| ---- | ---------------- | --------------------- | ------------ |
| 2006 | Floribella       | Felipe                | ¿? episodios |
| 2008 | Viuda Alegre     | Marcos Hess           |              |
| 2010 | Manuel Rodríguez | Mariano Segura y Ruiz |              |
| 2011 | Infiltradas      | Mikel Muñoz           |              |
| 2011 | Soltera otra vez | Raimundo Soto         | 1 episodio   |
| 2011 | Aquí mando yo    | Matías                | 9 episodios  |
| 2012 | Dama y obrero    | José Manuel Ortúzar   |              |
| 2012 | Separados        | Nicolás               | 8 episodios  |
| 2013 | Solamente Julia  | Max Carvajal          |              |
| 2014 | Vuelve temprano  | Hans Troncoso         |              |
| 2015 | Matriarcas       | Mauricio Bravo        |              |
| 2017 | La colombiana    | Felipe Saavedra       |              |
| 2018 | Verdades ocultas | Alonso Toledo         | 84 episodios |

| Año  | Título             | Papel             | Notas                                |
| ---- | ------------------ | ----------------- | ------------------------------------ |
| 2005 | La nany            |                   |                                      |
| 2006 | Porky te amo       | Chester           |                                      |
| 2006 | Casado con hijos   |                   | ¿? episodios                         |
| 2007 | Mi primera vez     |                   | Episodio: Andrea                     |
| 2007 | Historias de Eva   | Juan              | 1 episodio                           |
| 2008 | Ana y los siete    | León Bustamante   |                                      |
| 2011 | Cumpleaños         | Gustavo Echaurren |                                      |
| 2015 | Dueños del paraíso | Jorge Narbona     | 21 episodios                         |
| 2015 | Juana Brava        | Gregorio Mancilla |                                      |
| 2022 | Los Espookys       |                   | Episodio: Espíritus en el cementerio |

| Año  | Título            | Papel              | Canal  |
| ---- | ----------------- | ------------------ | ------ |
| 2006 | Epopeya           | Arturo Pérez Canto | TVN    |
| 2007 | Colores del Mundo | Presentador        | Liv TV |
| 2008 | Agente de Cambio  | Presentador        | Liv TV |